# Белочерковски манастир
Вижте пояснителната страница за други значения на Свети апостоли Петър и Павел.
Белочерковски манастир „Свети Свети Апостоли Петър и Павел“ е православен манастир, част от Пловдивската епархия на Българската православна църква.

## Местоположение
Намира се в Западните Родопи, разположен в курортната местност Бяла черква на 30 километра югозападно от Куклен и на по-малко от 40 километра от Пловдив и е най-високоразположеният манастир в страната – 1600 метра надморска височина.

## История
При възстановяването му през 1883 за патрони на манастира са избрани Свети Свети Петър и Павел. Останките от олтарната апсида на старата църква, запазени до днес, показват неговата старинност.
Днешната манастирска църква е голяма еднокорабна базилика без купол, строена през 1815 г. върху основите на старата църква. Изградена от бял ломен камък, тя отдалече блести, поради което местността наоколо е получила наименованието „Бяла Черква“. В нея няма стенописи, но са запазени някои стари икони от талантливи неизвестни художници, подарени на манастира през 1812 и по-късно. Жилищните сгради, които заемат северната и западната страна на обширния манастирски двор, се обновяват.
Архитектурата на манастира са различава от тази на другите родопски манастири. При пожар през 2002 жилищните и помощни сгради изгарят напълно и от манастира остава само църквата.

## Храмов празник
- Храмовият празник е на 29 юни – Петровден.